# 魏敬中
魏敬中（1778年—1860年6月），本名建中，字治原，号和斋、和宇，清朝福建省宁德县（今周宁县）人，嘉庆二十四年进士出身，担任国史馆总纂等职，辞官后赴浦城讲学，后被福建官方聘为《福建通志》总纂，任教于凤池书院，晚年病逝于福州。

## 生平
魏敬中出生于宁德县樟洋村（今属周宁县咸村镇），他幼年时就喜好读书，五岁进入书院读书时，同乡人问他“独不恋母乎？”他回答称“恋学即恋母也。”他到十一岁时即可下笔成文，被当地人称为神童，受到福安文人郑英山的赏识，郑英山将他留在家中读书，亲自教授他诗文，福宁府知府秋涛也赏识他，有时会请他到府中吃饭。魏敬中十八岁时，进入县学读书，被递补为廪膳生员，嘉庆六年（1801年）考中拔贡，但在进京会试时落榜，于是回到福建，在松溪湛卢书院、政和星溪书院讲学。
嘉庆二十四年（1819年），屡试不第的魏敬中终于考中进士，被选为翰林院庶吉士，散馆后被授予编修职务，任国史馆总纂。魏敬中母亲去世后，他请假回乡守孝，在莲峰书院讲学，倡修白鹤岭官道、倡建龙门塔。回京后，魏敬中因大考笔误，上级将他对品改京秩（即在同等品阶下调出翰林院，形同降级），他因此愤而辞官，回到福建，闽浙总督孙尔准意欲聘请他为鳌峰书院讲师，但魏敬中并未赴任，到浦城南浦书院讲学。
道光十五年（1835年），因前《福建通志》总纂陈寿祺在通志未完成时便去世，继任的总纂高澍然与学者梁章钜矛盾激化，导致通志局解体，闽浙总督程祖洛、福建巡抚徐继畬遂聘请魏敬中继任总纂，他在任内试图调和双方矛盾，还捐助了经费缺失的通志馆，但因梁章钜抵制及此后政局混乱，通志虽于道光十九年（1839年）编修完成，但最终未能刊印。除编纂福建通志外，魏敬中还参与了《政和县志》的修纂工作。
道光十六年（1836年），福建官方聘请魏敬中到凤池书院讲学，他在凤池书院主讲17年，培养了很多人才。咸丰二年（1852年）冬天，魏敬中因年老而辞职，学生还请求他留任，但他坚决辞任。晚年的魏敬中居住在福州，与林则徐等人私交甚笃。咸丰十年（1860年）六月，魏敬中在福州去世，享年83岁。

## 身后
魏敬中去世后，安葬于福州西门外文山，他的学生们将其牌位供奉在凤池书院的名师祠中，光绪二十七年（1901年），朝廷下旨将魏敬中入祀乡贤祠。1949年，画家陈子奋、徐悲鸿绘制了《炳烛轩修志图》，描绘福建通志的修纂场景，魏敬中出现在画中。2002年，魏敬中的家乡周宁县樟源村修建了魏敬中纪念堂以供其后人凭吊。2016年，樟源村的魏敬中故居被周宁县人民政府公布为第四批周宁县文物保护单位。

## 家庭
魏敬中的父亲是魏德化，是读书人，但未曾做官。祖父魏昌佐。